# Benita Hume
Benita Hume (14 de octubre de 1906 – 1 de noviembre de 1967) fue una actriz británica.

## Biografía
Nacida en Londres, Inglaterra, su hermano fue el guionista cinematográfico Cyril Hume.
Como actriz teatral, Benita Hume actuó en una ocasión en el circuito de Broadway, en Nueva York, en 1930, en la obra Symphony in Two Flats, pieza interpretada por  Ivor Novello y dirigida por Raymond Massey.
Para la gran pantalla actuó en un total de 44 producciones británicas y estadounidenses, la primera de ellas en 1925 y la última en 1938, año en el cual finalizó definitivamente su carrera cinematográfica.
Posteriormente trabajó en algunas producciones radiofónicas y, en 1953 y 1955, en dos series televisivas. 
Contrajo un primer matrimonio en 1926 con Eric Otto Siepmann, del que se divorció en 1931. Estuvo casada más adelante con el actor Ronald Colman desde 1938-1958, año en que él falleció. La pareja tuvo una hija, Juliet. Hume trabajó con Colman en las dos versiones de la sitcom The Halls of Ivy, la emitida en NBC Radio (1949–1952) y la de CBS Television (1954–1955). Además, ambos hicieron ocasionales actuaciones como artistas invitados en The Jack Benny Show en la radio. En 1959 Hume se casó con el también actor George Sanders, permaneciendo juntos hasta la muerte de ella.
Benita Hume falleció en 1967 en Egerton, Gran Mánchester (Inglaterra), a causa de un cáncer óseo primario. Tenía 61 años de edad. 
Fue enterrada en el Cementerio Lathrop Hill de Bolton.

## Filmografía completa
- 1925 : The Happy Ending, de George A. Cooper
- 1926 : Second to None, de Jack Raymond
- 1928 : Easy Virtue, de Alfred Hitchcock
- 1928 : The Light Woman, production de Michael Balcon
- 1928 : Balaclava, de Maurice Elvey y Milton Rosmer
- 1928 : South Sea Bubble, de T. Hayes Hunter
- 1928 : The Constant Nymph, de Adrian Brunel
- 1928 : High Treason, de Maurice Elvey
- 1929 : The Wrecker, de Géza von Bolváry
- 1929 : The Clue of the New Pin, de Arthur Maude
- 1930 : The House of the Arrow, de Leslie S. Hiscott
- 1930 : The Lady of the Lake, de James A. FirtzPatrick
- 1930 : Symphony in Two Flats, de Gareth Gundrey
- 1931 : The Happy Ending, de Millard Webb
- 1931 : The Flying Fool, de Walter Summers
- 1931 : A Honeymoon Adventure, de Maurice Elvey
- 1932 : Women Who Play, de Arthur Rosson
- 1932 : Men of Steel, de George King
- 1932 : Service for Ladies, de Alexander Korda
- 1932 : Help Yourself, de John Daumery
- 1932 : Diamond cut Diamond, de Maurice Elvey y Fred Niblo
- 1932 : Sally Bishop, de T. Hayes Hunter
- 1932 : Lord Camber's Ladies, de Benn W. Levy
- 1933 : The Little Damozel, de Herbert Wilcox
- 1933 : Only Yesterday, de John M. Stahl
- 1933 : Discord, de Henry Edwards
- 1933 : Clear all Wires !, de George W. Hill
- 1933 : Looking Forward, de Clarence Brown
- 1933 : Gambling Ship, de Louis J. Gasnier y Max Marcin
- 1933 : The Worst Woman in Paris ?, de Monta Bell
- 1934 : El judío Süß, de Lothar Mendes
- 1934 : The Private Life of Don Juan, de Alexander Korda
- 1935 : 18 Minutes, de Monty Banks
- 1935 : The Divine Spark, de Carmine Gallone
- 1936 : The Gay Deception, de William Wyler
- 1936 : The Garden Murder Case, de Edwin L. Marin
- 1936 : La fuga de Tarzán, de Richard Thorpe
- 1936 : Rainbow on the River, de Kurt Neumann
- 1936 : Suzy, de George Fitzmaurice
- 1936 : Moonlight Murder, de Edwin L. Marin
- 1937 : El último adiós a la señora Cheyney (The Last of Mrs. Cheyney), de Richard Boleslawski
- 1938 : Peck's Bad Boy with the Circus, de Edward F. Cline